# Dělat lva
Dělat lva (v anglickém originále „Lionizing“) je krátká satirická povídka amerického spisovatele a literárního teoretika Edgara Allana Poea z roku 1835.
Povídka ironizuje vyšší společnost a její etiketu.

## Příběh
V úvodu povídky je zmíněn úryvek ze satir biskupa Halla:
„- a lidé se převelice divili, když na nohou deset prstů zjistili.“
Vypravěč příběhu, Robert Jones se cítil býti velkým mužem. Narodil se ve městě Frky-Plky a prvním činem, který spáchal na tomto světě bylo, že se chytil za nos, čímž způsobil všeobecný úžas. Otec jej obdaroval pojednáním o nosologii. Tuto nauku Robert velmi záhy ovládl. Pochopil, že s dostatečně velkým nosem se může vypracovat v celebritu, zkrátka – stát se lvem.
Jakmile Robert dosáhl zletilosti, otec jej podrobil několika otázkám ohledně nosologie a následně (jsa spokojen s odpověďmi) jej skopne ze schodů a vyrazí dveřmi. Syn se může vydat rovnou za nosem hledat štěstí.
Napíše pamflet o nosologii a celé rodné město je vzhůru nohama. Pochvaly se hrnou ze všech směrů. Robert Jones vstupuje do malířovy dílny, kde ohromí přítomnou společnost svým grandiózním nosem. Mistr malíř nabízí 1000 liber za naskicování. Robert souhlasí. Poté si pronajme byt a pošle Jejímu Veličenstvu jedno vydání Nosologie. Je pozván na banket.
Na banketu je to samý lev a celebrita. Sir Positiv Paradox. Aestheticus Ethix s jeho jednotou, atomy, předbytné duši, primitivní inteligencí a homoömerií. Theologos Bohoslov a jeho dvojjedinost a trojjedinost. Ragout z Fricasée de Cancale. Bibulus O´Piley líčí rozdíl mezi vermutem a sherry. Mocný Turek z Istanbulu. Delfínus Polyglot. Ferdinand Fitz-Fosilius Flyš.
Robert Jones mluví o sobě, o sobě, pak o sobě, o svém pamfletu, o nosologii a o sobě. Ohrne nos a mluví dál. Publikum žasne nad jeho jedinečností.
Její Milost drahá vévodkyně jej pozve na dvorní ples. I s nosem.
Na dvorním plese jej urazí kurfiřt von Bluddennuff výrokem „Tausend Teufel!“. Robert jej nazve paviánem. Při následném pistolním soubojí ustřelí Robert kurfiřtovi nos. Když jde pak navštívit své přátele, ti jej odmítají. Otec mu vysvětlí, že je vyřízený a kurfiřt je hrdinou dne. Robert přestřelil, se lvem bez rypáku se soutěžit nedá.

## Česká vydání
Česky vyšla povídka v následujících sbírkách nebo antologiích:
- Na slovíčko s mumií: Grotesky a jiné směšné příběhy (Hynek s.r.o., 1999)[2]
- Předčasný pohřeb a jiné povídky (Mladá fronta, 1970)
- Zrádné srdce: Výbor z díla (Naše vojsko, 1959, překlad Josef Schwarz, vázaná s papírovým přebalem, 676 stran)